# Regierung Lyons II
Die Regierung Lyons II regierte Australien vom 7. November 1938 bis zum 7. April 1939. Es handelte sich um eine Koalitionsregierung der United Australia Party und der Country Party.
Die Vorgängerregierung war ebenfalls eine Koalition von United Australia Party und County Party unter Premierminister Lyons. Lyons starb am 7. April 1939, es folgte eine geschäftsführende Regierung unter dem Vorsitzenden der Country Party, Earle Page als Premierminister.

## Ministerliste
| Amt                                                                | Minister        | Partei | Amtszeit                            | Bild |
| ------------------------------------------------------------------ | --------------- | ------ | ----------------------------------- | ---- |
| Premierminister                                                    | Joseph Lyons    | UAP    | 7. November 1938 – 7. April 1939    |      |
| Wirtschaftsminister                                                | Earle Page      | CP     | 7. November 1938 – 7. April 1939    |      |
| Generalstaatsanwalt                                                | Robert Menzies  | UAP    | 7. November 1938 – 20. März 1939    |      |
| Generalstaatsanwalt                                                | Billy Hughes    | UAP    | 20. März 1939 – 7. April 1939       |      |
| Industrieminister                                                  | Robert Menzies  | UAP    | 7. November 1938 – 20. März 1939    |      |
| Industrieminister                                                  | Billy Hughes    | UAP    | 20. März 1939 – 7. April 1939       |      |
| Außenminister                                                      | Billy Hughes    | UAP    | 7. November 1938 – 7. April 1939    |      |
| Schatzminister                                                     | Richard Casey   | UAP    | 7. November 1938 – 7. April 1939    |      |
| Minister für Handel und Zölle                                      | Thomas White    | UAP    | 7. November 1938 – 8. November 1938 |      |
| Minister für Handel und Zölle                                      | John Perkins    | UAP    | 8. November 1938 – 7. April 1939    |      |
| Arbeitsminister                                                    | Harold Thorby   | CP     | 7. November 1938 – 7. April 1939    |      |
| Minister für Luftfahrt                                             | Harold Thorby   | CP     | 7. November 1938 – 7. April 1939    |      |
| Verteidigungsminister                                              | Geoffrey Street | UAP    | 7. November 1938 – 7. April 1939    |      |
| Innenminister                                                      | John McEwen     | CP     | 7. November 1938 – 7. April 1939    |      |
| Vizepräsident des Executive Council                                | George McLeay   | UAP    | 7. November 1938 – 7. April 1939    |      |
| Minister für Repatriierung                                         | Harry Foll      | UAP    | 7. November 1938 – 7. April 1939    |      |
| Gesundheitsminister                                                | Harry Foll      | UAP    | 7. November 1938 – 7. April 1939    |      |
| Generalpostmeister                                                 | Archie Cameron  | CP     | 7. November 1938 – 7. April 1939    |      |
|                                                                    |                 |        |                                     |      |
| Minister ohne Portfolio zuständig für die Außenterritorien         | John Perkins    | UAP    | 7. November 1938 – 8. November 1938 |      |
| Minister ohne Portfolio zuständig für die Außenterritorien         | Eric Harrison   | UAP    | 8. November 1938 – 7. April 1939    |      |
| Minister ohne Portfolio zur Unterstützung des Premierministers     | John Perkins    | UAP    | 7. November 1938 – 8. November 1938 |      |
| Minister ohne Portfolio zur Unterstützung des Premierministers     | Eric Harrison   | UAP    | 8. November 1938 – 7. April 1939    |      |
| Minister ohne Portfolio zur Unterstützung des Wirtschaftsministers | Victor Thompson | CP     | 7. November 1938 – 7. April 1939    |      |
| Minister ohne Portfolio zur Unterstützung des Schatzministers      | Allan MacDonald | UAP    | 7. November 1938 – 7. April 1939    |      |